# Russian River (Kenai River)
Der Russian River (englisch für „russischer Fluss“) ist ein linker Nebenfluss des Kenai River auf der Kenai-Halbinsel im Süden des US-Bundesstaats Alaska.

## Verlauf
Der Russian River fließt anfangs sechs Kilometer von dem in den Kenai Mountains gelegenen Upper Russian Lake in nordwestlicher Richtung und wendet sich anschließend nach Norden. Er durchfließt den Lower Russian Lake und erreicht nach insgesamt 21 Kilometern, etwa zehn Kilometer westlich von Cooper Landing, den nach Westen zum Skilak Lake strömenden Kenai River. Unterhalb des Lower Russian River befinden sich die Stromschnellen Russian River Falls. Der Russian River weist auf seiner Strecke ein Gefälle von 100 m auf.

## Fauna
Der Fluss ist bekannt für seine Lachse. Zweimal im Sommer (Mitte Juni und Mitte Juli) kommt es zu Wanderungen von Rotlachsen. Im August kommen Silberlachse auf ihrem Weg zu ihren Laichplätzen im Russian River vor.